# Lévanah Solomon
Pour les articles homonymes, voir Solomon.
 (mars 2021).
Lévanah Solomon, née le 8 octobre 2005 en France, est une actrice, chanteuse et vidéaste web française.

## Biographie

### Jeunesse
Lévanah Solomon naît le 8 octobre 2005 en France, elle est la deuxième d'une fratrie de quatre : elle a un frère aîné, Eythan, et deux petites sœurs, Oriane et Élina. Ils ont tous eu des expériences à l'écran. Elle est originaire d'Île-de-France.

### Carrière
Lévanah Solomon commence sa carrière à l'âge de 5 ans, en 2010 : elle joue, avec son frère Eythan et sa sœur Oriane, dans le film Hollywoo, avec Jamel Debbouze et Florence Foresti. En 2011, elle interprète Romy dans le film L'Oncle Charles où elle donne la réplique à Alexandra Lamy. Toujours en 2011, elle joue dans Main courante et Clara s'en va mourir.
En 2012, elle commence à incarner Marie-Camille, un personnage récurrent dans la série humoristique Nos chers voisins sur TF1. La même année, elle joue dans Interdits d'enfants.
Elle publie une première vidéo sur sa chaîne YouTube, qui est un cover la chanson Où est la vraie vie ? du film d'animation Disney Raiponce. Elle continue de publier régulièrement des vidéos musicales jusqu'en 2016, où elle commence à varier le contenu de sa chaîne.
En 2013, elle participe à son premier doublage avec Masha et Michka ; elle double jusqu'en 2020 l'unique voix de cette série d'animation à succès. La même année, elle joue dans Joséphine, dans la série Origines au côté de sa sœur Oriane, puis elle est à l'affiche du téléfilm Indiscrétions avec Muriel Robin, où joue également son frère Eythan. Toujours accompagnée de son frère, elle apparait dans le clip de Où es-tu ? de Patrick Bruel.
En 2014, elle joue auprès de Catherine Deneuve dans le film Dans la cour. La même année elle tourne dans un épisode de Joséphine, ange gardien, puis elle interprète Zouzou dans Arletty, une passion coupable, au côté de Laetitia Casta. Comme son frère, elle double un personnage dans le film Mister Babadook, puis elle interprète Faith dans Daddy Cool.
En 2015, Lévanah Solomon participe à The Voice Kids où elle interprète Libérée, délivrée, chanson du film d'animation La Reine des neiges, mais elle n'est pas retenue par le jury. La même année, elle tourne dans une publicité pour un spectacle La Reine des neiges à Disneyland Paris, et elle double Suzu dans Notre petite sœur.
En 2016, elle tourne dans Boule et Bill 2, dans le clip de la chanson Immersion de Jessica Bel et dans un spot de sensibilisation sur la recherche allouée au cancer des enfants, accompagnée d'autres artistes.
En 2017, Lévanah Solomon joue dans un épisode de Camping Paradis, dans la quinzième saison d'Alice Nevers, le juge est une femme et dans un court métrage publicitaire pour Engie Cofely. Elle chante à la Foire du Trône lors de la fête arc-en-ciel au profit de l'association Eva pour la vie. C'est aussi cette année qu'elle publie la vidéo la plus populaire de sa chaîne qui compte  25 000 000 vues (juin 2024), il s'agit d'un cover de la chanson D'amour ou d'amitié de Céline Dion.
En parallèle, le doublage devient une part importante de sa carrière : elle prête sa voix pour la première fois à Mckenna Grace dans le film Mary, à Bronte Carmichael dans Les Heures sombres, double Edith dans Moi, moche et méchant 3, Paula dans Ozzy, la grande évasion, Elsa enfant dans le court métrage La Reine des neiges : Joyeuses fêtes avec Olaf et Nina dans Ferdinand.
En 2018, elle chante La Chanson d'Émilie Jolie et du Grand Oiseau pour la tournée des 50 ans de carrière de Julien Clerc jusqu'en 2019 ; une version live de la chanson figure alors sur l'album À nos amours. Elle joue dans un épisode de la série américaine American Patriot. Elle tourne dans un nouveau spot de sensibilisation sur le cancer des enfants cette année-là. Elle interprète Pectine dans le film d'animation Astérix : Le Secret de la potion magique réalisé par Alexandre Astier et Louis Clichy.
Elle participe aussi aux doublages français des films The Greatest Showman, Midnight Sun, Capharnaüm et La Prophétie de l'horloge, de la série italienne Il miracolo et du téléfilm Décollage pour Noël. Elle double aussi ses premiers longs métrages Disney : elle est Madeleine dans Jean-Christophe et Winnie et Annabel dans Le Retour de Mary Poppins. Elle double aussi Cassie dans la bande-annonce de Ant-Man et la Guêpe, et Milly dans celle du live-action de Dumbo. Elle part aussi à Tahiti pour participer à l’émission Tahiti Quest sur Gulli.
En 2019, elle est Elsa Le Coz dans Cherif, et apparait dans le clip de Tout est plus pop de Julie Zenatti. Elle devient la voix française de Nala enfant dans le remake du Roi lion mais aussi la voix chantée et parlée du personnage principal de la série Disney Junior, Fancy Nancy Clancy. Elle double ensuite la petite fée dans Pinocchio, et interprète Paige dans la série télévisée Young Sheldon.
En 2020, elle chante en duo avec Ismaël El Marjou sur l'album Kids Love Disney, reprenant des chansons des classiques Disney. Elle apparait dans le clip de Daniel Levi "Toi, moi, nous, Eux, lui, vous". Cette année-là, elle prête sa voix à Esther dans Calamity, une enfance de Martha Jane Cannary, à Robyn dans Le Peuple Loup, à Madison dans le téléfilm Coup de foudre et chocolat et Alice enfant dans Once Upon a Time in Wonderland, jouée par Millie Bobby Brown. Elle est aussi la voix chantée de Jamie le train dans Comptinie-les-oies.
En 2021, elle est à nouveau le personnage principal d'une série animée dans Fonce, toutou, fonce !  où elle double la voix chantée et parlée de Tag. Elle double Estella / Cruella à 12 ans dans le long métrage Disney Cruella. Puis elle incarne Ridley dans la série animée Ridley Jones.
En 2022, Lévanah Solomon double entre autres les films Armageddon Time, Violent Night, et Ernest et Célestine : Le Voyage en Charabie, et les séries House of the Dragon et Périphériques, les mondes de Flynne. Elle interprète Zélie dans le chapitre 2 du conte musical Zélie la pirate.
En 2023, elle est l'ambassadrice de Lego Friends : elle prête sa voix aux pubs pour les gammes de jouets et tourne des spots pour la chaîne Nickelodeon. Cette année-là, elle double entre autres dans Le Croque-Mitaine, The Creator, Raven et SuperChatons. Elle double également le rôle principal de Suzume, et sera nommée aux Anime Awards dans la catégorie "Meilleur Comédien (VF)".
En 2024, Lévanah Solomon atteint 1 000 000 abonnés sur sa chaîne YouTube. Elle double dans entre autres Maboroshi et The Acolyte.

## Filmographie
Sauf indication contraire, les informations mentionnées dans cette section peuvent être confirmées par les bases de données cinématographiques IMDb et Allociné,  présentes dans la section « Liens externes ».

### Cinéma
- 2011 : Hollywoo : Lévanah
- 2011 : L'Oncle Charles : Romy
- 2013 : Joséphine : Jane
- 2014 : Dans la cour : petite fille de la banlieue
- 2016 : Boule et Bill 2 : Stéphanie

### Télévision
- 2011 : Main courante (saison 1, épisode 3 : Maladie d'amour) : Alice
- 2011 : Clara s'en va mourir : Satya
- 2012 - 2016 : Nos chers voisins : Marie-Camille
- 2012 : Interdits d'enfants : Isa à 6 ans
- 2013 : Indiscrétions : Mona enfant
- 2013 : Origines (saison 1, épisode 6 : Le sacrifice du pélican) : Laeticia Andraux
- 2014 : Arletty, une passion coupable : Zouzou
- 2014 : Joséphine, ange gardien (saison 15, épisode 5 : Tous au zoo) : Marilou Bazzechi
- 2017 : Alice Nevers, le juge est une femme (saison 15, épisode 10 : Justicières) : Viviane
- 2017 : Camping Paradis (saison 9, épisode 4 : Famille nombreuse, famille heureuse) : Mathilde Lefranc
- 2018 : American Patriot / Patriot (saison 2, épisode 5 : Army of Strangers / Une armée d'étrangers) : camarade d'internat
- 2019 : Chérif (saison 6, épisode 2 : Disparue) : Elsa Le Coz

### Publicités
- 2011 : Leader Price Bio
- 2012 : Sécurité routière
- 2014 : Ouigo
- 2015 : Spectacle Disney Frozen
- 2016 : Eva pour la vie
- 2017 : Engie Cofely - Un métier magique (court métrage)[17]
- 2018 : Grandir sans cancer
- 2020 : Carrefour Assistant Google
- 2023 : Concours Lego Friends Nickelodeon juin-juillet
- 2023 : Concours Lego Friends Nickelodeon octobre-novembre

### Clips
- 2013 : Où es-tu ? de Patrick Bruel
- 2016 : Immersion de Jessica Bel
- 2019 : Tout est plus pop de Julie Zenatti
- 2020 : Toi, moi, nous, Eux, lui, vous de Daniel Levi

## Doublage

### Cinéma

#### Films
- Bronte Carmichael (es) dans :
  - Les Heures sombres (2017) : la petite fille dans le métro
  - Jean-Christophe et Winnie (2018) : Madeleine
- Mckenna Grace dans :
  - Mary (2017) : Mary Adler
  - SOS Fantômes : La Menace de glace (2024) : Phoebe Spengler
- 2014 : Daddy Cool : Faith Stuart (Ashley Aufderheide)
- 2015 : Notre petite sœur : Suzu (Suzu Hirose)
- 2017 : The Greatest Showman : Caroline Barnum (Austyn Johnson)
- 2018 : Capharnaüm : Sahar (Cedra Izam)
- 2018 : Midnight Sun : Katie, à 7 ans (Ava Dewhurst)
- 2018 : Le Retour de Mary Poppins : Annabel Banks (Pixie Davies (en)) (voix)
- 2018 : La Prophétie de l'horloge : Rose Rita Pottinger (Vanessa Anne Williams)
- 2019 : Le Roi lion : Nala jeune (Shahadi Wright Joseph (en)) (voix)
- 2019 : Pinocchio : la petite fée (Alida Baldari Calabria (it))
- 2021 : Cruella : Estella à 12 ans (Tipper Seifert-Cleveland)
- 2022 : Violent Night : Trudy (Leah Brady)
- 2023 : Le Croque-mitaine : Sawyer (Vivien Lyra Blair)
- 2023 : Assassin Club : ? (?)
- 2023 : Mystère à Venise : ? (?)
- 2023 : The Creator : Alpha-Omega « Alphie » (Madeleine Yuna Voyles)
- 2023 : Insubmersible : ? (?)
- 2024 : Trap : Riley Adams (Ariel Donoghue)
- 2024 : Smile 2 : ? (?)
- 2025 : Freaky Friday 2 : Encore dans la peau de ma mère : ? (?)

#### Films d'animation
- 2017 : Ozzy, la grande évasion : Paula
- 2017 : Moi, moche et méchant 3 : Edith
- 2017 : Ferdinand : Nina
- 2017 : La Reine des neiges : Joyeuses fêtes avec Olaf : Elsa enfant + voix additionnelles (court métrage)
- 2018 : Astérix : le Secret de la potion magique : Pectine (création de voix)
- 2020 : Le Peuple Loup : Robyn Goodfellowe (dialogues et chant)
- 2020 : Calamity, une enfance de Martha Jane Cannary : Esther
- 2022 : Scrooge : Un (mé)chant de Noël : voix additionnelles
- 2022 : Ernest et Célestine : Le Voyage en Charabie : Mila / Mifasol (création de voix)
- 2023 : Suzume : Suzume Iwato
- 2023 : Maboroshi : Itsumi
- 2024 : Anzu, chat-fantôme : Karin

### Télévision

#### Téléfilms
- 2018 : Décollage pour Noël : Leah (Sophie Neudorf)
- 2019 : Coup de foudre & chocolat : Madison Bailey (Sophia Reid-Gantzert)
- 2022 : La Légende du prince de Noël : Grace (Isabel Birch)
- 2022 : Le nounou de Noël : Dania Walker (Mila Morgan)
- 2022 : Noël à Broadway ! : ? (?)

#### Séries télévisées
- 2018 : Il miracolo : Alma (Sara Ciocca (it))
- 2018-2023 : Young Sheldon : Paige Swanson (Mckenna Grace) (9 épisodes)
- 2020 : Once Upon a Time in Wonderland : Alice enfant (Millie Bobby Brown)
- 2022 : Périphériques, les mondes de Flynne : Aelita West enfant (Sophia Ally)
- 2022 : Le Cabinet de curiosités de Guillermo del Toro : Epperley Gilman (Daphne Hoskins) (saison 1, épisode 6)
- 2022-2023 : Raven : Alice Baxter (Mykal-Michelle Harris) (43 épisodes)
- depuis 2022 : House of the Dragon : la princesse Helaena Targaryen (Phia Saban)
- 2024 : Tracker : Dorion Shaw (Aggie Bell)
- 2024 : The Acolyte : Osha et Mae jeunes (Lauren Brady et Leah Brady)
- 2024 : Under the Bridge : Samara Bailey (Isabella Leon) (mini-série)
- 2024 : Les Meurtres zen : Emily Diemel (Pamuk Pilavci)
- 2025 : Famille en réparation : Georgia Parker (Barrett Margolis)

#### Séries d'animation
- 2013-2020 : Masha et Michka : Masha
- depuis 2013 : Les Contes de Masha : Masha
- 2018-2022 : Fancy Nancy Clancy : Nancy
- 2020 : Comptinie-les-oies (en) : Jamie le train (voix chantée)
- 2021 : Fonce, toutou, fonce ! : Tag
- 2021 : Harriet l'espionne (en) : voix additionnelles
- 2021-2023 : Ridley Jones (en) : Ridley Jones
- 2022 : Bugs Bunny Constructeurs : Bizzy
- 2023 : SuperChatons : Ginny
- 2023 : Malédictions ! (en) : Pandora Vanderhouven
- 2023 : What If...? : Hope van Dyne (saison 2, épisode 2)
- 2023 : Les Plus Belles Histoires de Quentin Blake : Martha, Mirabelle, Freluche, Petit Seb et Cyril
- 2023-2024 : Undead Unluck : Gina
- 2024 : Ariel : Histoires de sirènes (courts métrages) : Ariel
- 2024 : Ariel : Ariel
- 2024 : Les Wonder Choux dans la grande ville : Zuri
- 2024 : Mille Bornes Challenge : Zoé (création de voix)